# Mamun I
Abul-Ali Ma'mún Ibn Muhámmad (m. en 997) fue el gobernante de Corasmia desde 995 hasta su muerte. Fue el fundador de la dinastía Ma'muní, que duró desde 995 hasta 1017.
Ma'mún fue originalmente el gobernador samánida del norte de Corasmia, con su capital en Gurganj. En 995 invadió el sur de Corasmia y depuso al último shah afríguida Abu 'Abdallah Muhammad (que también era un vasallo samánida), lo que une la provincia bajo su gobierno. A su muerte en 997, su hijo Abu al-Hasan Ali le sucedió.
| Predecesor: Abu 'Abdallah Muhammad | Gobernante de Corasmia 995-997 | Sucesor: Abu al-Hasan Ali |

- Datos: Q6746022